# آرویو ویستا (کالیفرنیا)
آرویو ویستا (به انگلیسی: Arroyo Vista) یک منطقهٔ مسکونی در ایالات متحده آمریکا است که در شهرستان ال دورادو، کالیفرنیا واقع شده‌است. آرویو ویستا ۱۰۳ نفر جمعیت دارد و ۲۹۷ متر بالاتر از سطح دریا قرار دارد.